# Наркевич-Иодко, Яков Оттонович
Яков (Сармат-Яков-Сигизмунд) Оттонович Наркевич-Иодко (бел. Якуб Наркевіч-Ёдка; 8 января 1848 или 1848, Турин, Минская губерния — 6 [19] февраля 1905 или 1905, Вена) — белорусский учёный-естествоиспытатель, врач, профессор.
Автор пионерских работ по использованию электромагнитного излучения для визуализации живых организмов (изобретатель «электрографии») и по приёму электромагнитных волн от электрических разрядов в атмосфере. Автор метода электротерапии, известного как «Система Иодко». Основоположник систематических метеорологических и фенологических наблюдений в Минской губернии, сторонник масштабного использования атмосферной электрической энергии в сельском хозяйстве.

## Биография

Родовой герб Йодко — Лис

Представитель католического рода Йодко герба Лис, который происходит от лидского боярина Мартына Йодко, пожалованного поместьями в 1546 году.
Родился в имении Турин Игуменского уезда Минской губернии (ныне Пуховичского района Минской области Республики Беларусь) — родовом имении его матери Анели Эстко (внучки старшей сестры Тадеуша Костюшко). Детские годы прошли в отцовском имении Наднеман Узденской волости Минской губернии (ныне Узденский район Минской области, Республика Беларусь).
В 1865 году окончил Минскую губернскую классическую гимназию. Несколько лет провёл в культурных и научных центрах Западной Европы: совершенствовал мастерство игры на фортепиано в Парижской консерватории, успешно выступал как пианист в известных концертных залах, в том числе в королевском дворце Тюильри (Париж). В 1868—1869 гг. преподавал курс теории музыки в Мариинско-Ермоловском учебном заведении (Москва).
В 1869 году поступил на медицинский факультет Парижского университета. Во время учёбы познакомился со многими представителями французской научной школы, участвовал в семинарах, в работе научных обществ, заседаниях Парижской академии наук, что оказало влияние на формирование его научных взглядов и научного стиля. Утвердиться в окончательном выборе врачебной специализации помогли поездки в Италию, где он посещал клиники знаменитых итальянских врачей в Риме и Флоренции.
Во второй половине 1871 года Я. О. Наркевич-Иодко возвращается на родину и начинает активно заниматься научными исследованиями в области физики, метеорологии, медицины, психологии, сельского хозяйства. В имении Наднеман он организовал метеорологическую и атмосферическую станции, электрографическую, электробиологическую, химическую и астрономическую научные лаборатории, оборудовал их первоклассными для того времени приборами.
С 1892 года директор организованного им в имении Наднеман санатория «Над-Неман» для лечения парализованных и нервнобольных.
В 1892 года избран членом-сотрудником Императорского института экспериментальной медицины (Санкт-Петербург).
С 1897 года попечитель Ивановского девичьего училища в Петербурге. Возглавлял Слуцкое человеколюбивое и Узденское вольно-пожарное общества.
Похоронен Я. О. Наркевич-Иодко на фамильном кладбище в деревне Наднеман под Уздой.

## Научная деятельность
Становлению научных взглядов Я. О. Наркевича-Иодко во многом способствовали работы по изучению атмосферного электричества.
В начале 1880-х годов на территории имения «Оттоново» он построил метеорологическую станцию 2-го разряда (в 1888 году она была перенесена в Наднеман). После дооснащения приборами станция стала одной из самых крупных в западной части России и вошла в сеть станций Главной физической обсерватории Петербургской академии наук. Среди оборудования были оригинальные приборы, сконструированные самим ученым, в том числе прибор для определения скорости движения облаков (нефоскоп) и лизиметр, позволявший с большой точностью определять влажность почвы на глубине до трёх метров.
С целью уменьшения гроз и градобитий Наркевич-Иодко разработал так называемые «градоотводы», которые располагались по экспериментально разработанной ученым системе. Они успешно применялись не только на территории Минской губернии, положительные отзывы о системе градоотводов давали А. И. Воейков, Д. А. Лачинов и другие.
…Все, что находится над или под земной поверхностью, окружено со всех сторон электрическими явлениями, потому что и сам атмосферный воздух постоянно, так сказать, пронизывается тихими электрическими разрядами, следовательно, все мы плаваем в пространстве, в котором постоянно происходят электрические явления.
Цель градоотводов не ограничивалась предотвращением гроз и градобитий. Они служили источниками электрического тока в опытах по изучению влияния атмосферного электричества на растения. Для проведения систематических исследований в этой области Наркевич-Иодко организовал опытные участки электрокультивирования и установил, что пропускание тока определённой силы через почву значительно ускоряло рост семян, сокращало вегетативный период на три-четыре недели, при этом размер плодов увеличивался в несколько раз. Урожайность сельскохозяйственных культур повышалась по сравнению с контрольными образцами до 20 %. Первое официальное сообщение о результатах опытов по влиянию электричества на рост растений учёный сделал в 1892 году на заседании Собрания сельских хозяев в Санкт-Петербурге.
В 1890 году Наркевич-Иодко применил для регистрации грозовых разрядов сконструированный им прибор, основной частью которого служила телефонная трубка. Об экспериментах с этим прибором упомянул А. Блондель в своём письме президенту Французского физического общества от 2 декабря 1898 года, инициировав тем самым полемику среди учёных по вопросу о приоритете в изобретении беспроволочного телеграфа и отдавая предпочтение Г. Маркони в сравнении с А. С. Поповым. Отмечая вклад О. Лоджа, Блондель писал:
Это ему в действительности принадлежит первая идея телеграфии без проводов, если мы не пожелаем дойти до Наркевича-Иодко (Narkevitch-Jodko), который двумя или тремя годами ранее произвёл в Вене весьма интересные передачи с катушкой Румкорфа, соединённой с землёй, антенной и с приёмником, образованным из антенны и телефона, также заземлённого (правда, может быть, без ясного представления о роли электромагнитных волн в этих опытах).

### «Электрография»
…весь мир окружен и наполнен электричеством. Каждый человек есть электрическая машина, которая, с одной стороны, вырабатывает электричество (один его сорт — животное электричество) и отдает в окружающую среду, а с другой стороны — поглощает электричество (другой его сорт — атмосферное электричество) из окружающей среды. Таким образом, в организме человека идет постоянный обмен между двумя сортами электричества, и притом в каждом состоянии в отдельности напряжение электричества в организме бывает различное. Расположение духа, заболевание разными болезнями сопровождается определенными и для каждого случая постоянными напряжениями в организме.
С именем Я. Наркевича-Иодко связаны пионерские работы по использованию электромагнитного излучения для визуализации живых организмов и практическое их применение в медицине для оценки физиологического состояния организма. «Метод регистрации энергии, испускаемой живым организмом при воздействии на него электрического поля» учёный назвал «электрографией». Работы Наркевича-Иодко по электрографии возникли как естественное продолжение опытов Г. Карстена, К. А. Чеховича, Д. А. Лачинова по регистрации в условиях электрического разряда предметов неживой природы.
В качестве источника напряжения использовалась катушка Румкорфа, которая приводилась в действие гальваническим элементом. Один полюс вторичной обмотки соединялся с расположенным на высокой башне изолированным от неё металлическим стержнем, направленным в атмосферу. Противоположный полюс соединялся с изолированной проволокой, которая использовалась для проведения экспериментов. Для того, чтобы обезопасить человека при получении электрографических снимков пальцев рук с использованием источника высокого напряжения, Я. О. Наркевич-Иодко ввёл в экспериментальную схему электрическую дифференцирующую ячейку, которая, не оказывая влияния на высокочастотную часть спектра импульсов генератора, уменьшала амплитуду низкочастотной части спектра, воздействующую на объект. Учёный писал:
Живые организмы являются конденсаторами энергии, а также генераторами некоторых её разновидностей, которые могут выявляться такими же способами. Как и любые другие физические явления… человеческое тело накладывает свой собственный разряд на промежуток субъекта и на атмосферный потенциал.
Обязательным условием для образования электрографического рисунка Я. Наркевич-Иодко считал возникновение электрического разряда в воздушном промежутке между объектом, например, рукой человека, и регистрирующим материалом, в роли которого в опытах ученого выступала фотографическая пластинка.
Результаты исследований Наркевича-Иодко по электрографии стали известны научной общественности в 1892—1894 годах. Первое сообщение он сделал на заседании Петербургского Собрания сельских хозяев 28 января 1892 году, затем доложил комиссии учёных Санкт-Петербургского Императорского института экспериментальной медицины, на конференции по электрографии и электрофизиологии в Санкт-Петербургском университете. В 1893 году его работы стали известны ученым научных центров Западной Европы: Берлина, Вены, Праги, Парижа. Электрографические снимки были представлены на Пятой фотографической выставке в Санкт-Петербурге (1898 год), на Франко-русской выставке (1899 год), Совет которой присудил Я. О. Наркевичу-Иодко золотую медаль и наградил дипломом «За постоянные усовершенствования в электротехнике» на Международном конгрессе (Париж, 1900 год).
Наиболее полными электрографическими коллекциями, подаренными Я. Наркевичем-Иодко, располагали принц А. П. Ольденбургский, попечитель и организатор Императорского института экспериментальной медицины, Институт естествознания в Вене, Парижский музей Шарко (Сальпетриер). Электрографические снимки украсили залы многих музеев Европы и часто публиковались в книгах и периодических изданиях XIX века. Наиболее полно они представлены в книгах русского популяризатора естествознания В. В. Битнера и М. В. Погорельского, журналах «Kraj» и «Нива». Отдельные электрографические снимки сегодня хранятся в Париже, в Национальном центре искусства и культуры им. Жоржа Помпиду, и в архиве Французского астрономического общества. Последний раз они выставлялись на специальной выставке «Traces du Sacre», организованной центром в мае — августе 2008 года. Один из наиболее знаменитых снимков — электрограмма руки астронома К. Фламмариона, выполненная Я. О. Наркевичем-Иодко в 1896 году, — была размещена на титульном листе Каталога выставки.
Метод электрографии Я. О. Наркевич-Иодко применил в медицине для постановки диагноза болезни. На основе качественного анализа снимков объектов живой природы, коллекция которых составляла более 1500 образцов, он выявил определённые закономерности и установил, что форма электрографических картин существенным образом зависела от физиологического состояния человека, что позволило предположить возможность использования электрографического метода для диагностики различных болезней, для регистрации биоэлектрических процессов в организме человека, а при одинаковых внешних условиях и физиологическом состоянии человека электрографическая картина зависела от эмоционального состояния субъекта. По мнению Я. О. Наркевича-Иодко, метод позволял получать целостную информацию о нормальной и патологической деятельности тканей, органов, систем человека. Я. О. Наркевич-Иодко одним из первых продекларировал принципы и перспективы интегральной медицины, творчески объединив медицинские знания традиционной западной и традиционной восточной медицины, использовал средства коррекции обмена веществ и полевую коррекцию.
Из письма Я. О. Наркевича-Иодко принцу А. Ольденбургскому:
Токи в человеческом организме тесно связаны с состоянием атмосферного электричества и солнечной активности . Человеческий организм, вырабатывая электричество в мышечных тканях, представляет своеобразную электрическую батарею, которая беспрерывно обменивается зарядами с окружающим пространством… Полученные мною результаты дают мне возможность судить о большой степени влияния искусственных токов и атмосферного электричества на патологическое состояние организма. Успех лечения зависит от соответствующего состояния и напряжения атмосферного электричества.

### Электротерапия
В середине 1890-х годов он разрабатывает метод электротерапии, основанный на локальном воздействии электрическим током на отдельные участки тела человека. Главное отличие разработанного Я. Наркевичем-Иодко электротерапевтического метода состояло в том, что воздействие на организм проводилось не вслепую, а на основе данных из электрографических снимков на вполне определённые точки на коже человека, которым соответствовала максимальная интенсивность свечения электрического разряда, — так называемые акупунктурные точки.
Учёный также практиковал бесконтактный способ лечения больных участков тела человека наведёнными токами. По мнению академика Национальной академии наук Беларуси В. С. Улащика, предложенный Я. О. Наркевичем-Иодко метод близок к современному электростатическому массажу, получившему сегодня широкое распространение во многих европейских странах.
Предложенный Я. Наркевичем-Иодко оригинальный метод электротерапии первоначально был опробован в Институте физиологии в Риме под названием «Система Иодко». В последующем с успехом применялся в клиниках Рима и Флоренции, в парижском госпитале Сальпетриер. С 1893 года метод нашёл широкое применение в санатории «Над-Неман», предназначенном для лечения парализованных и нервнобольных.
Лечение электричеством дополнялось водо-, воздухо-, свето-, магнито-, гипно- и музыкотерапией, гимнастикой, кумысо- и кефиролечением, использованием местных минеральных вод.
На анемических и переутомленных нервнобольных пациентах учёный исследовал воздействие солнечного света.
Как медик Я. О. Наркевич-Иодко пропагандировал среди местного населения гигиенические условия жизни, оказывал безвозмездную медицинскую и амбулаторную помощь малоимущим сельчанам, контролировал здоровье их домашнего скота.

## Научное признание
Признанием научной общественностью результатов исследований белорусского ученого явилось избрание его членом ряда научных обществ, в том числе Минского общества сельского хозяйства (1881), Императорского Русского географического общества (1889), Императорского вольного экономического общества (1889), Императорского Русского физико-химического общества (1891), Итальянского медико-биологического общества (1893), Французского электротерапевтического общества при Парижской академии наук (1894), почётным членом Физико-математического общества Галилея во Флоренции (1892) и Французского астрономического общества (1894). По представлению Петербургской академии наук учёный был награждён орденами Святой Анны ІІ и ІІІ степени. Его работы неоднократно удостаивались дипломов и медалей научных обществ и выставок.
Положительную оценку результатам научных исследований Я. О. Наркевича-Иодко давали известные российские ученые, такие как И. И. Боргман, А. И. Воейков, В. В. Докучаев, А. Я. Крассовский, Д. И. Менделеев, Ф. Ф. Петрушевский, А. В. Советов и многие другие.
Наркевич-Иодко тесно сотрудничал с французским астрономом Камилем Фламмарионом, директором Института Шарко в Париже Ипполитом Барадюком, был знаком с немецким химиком и естествоиспытателем бароном Карлом Рейхенбахом, выдающимся французским бактериологом Эмилем Ру, итальянским врачом-психиатром Чезаре Ломброзо, французским психофизиологом А. де Роша.
В 1896 году в Париже вышла книга Мария Декреспа «La vie et les œuvres de M. de Narkiewicz-Iodko», посвященная его жизни и научной деятельности.
Наркевич-Иодко благосклонно принимался папой Римским Львом XIII и получил от него титул папского камергера («cameriere di spada e cappa»).
Наркевич-Иодко собрал ценную библиотеку медицинских книг и периодических изданий, значительная часть которой после его смерти была передана в библиотеку Общества минских врачей.
Выступил соучредителем специализированного научного журнала «Метеорологический вестник» — первого в России периодического издания по физической метеорологии на русском языке (вместе с А. И. Воейковым, Д. И. Менделеевым, А. Г. Столетовым, А. А. Тилло и другими известными русскими учеными).
В наши дни научные идеи белорусского ученого остаются актуальными. Разработанный Я. О. Наркевичем-Иодко метод визуального наблюдения или регистрация на фотоматериале свечения газового разряда, возникающего вблизи поверхности исследуемого объекта при помещении последнего в электрическое поле высокой напряженности, спустя 50 лет пережил второе рождение и известен во многих странах под названием «эффект Кирлиан» (также применяется термин «биоэлектрография»). В последнее десятилетие, поскольку основным источником формирования изображения явился газовый разряд вблизи поверхности исследуемого объекта, петербургским ученым профессором К. Г. Коротковым было предложено новое название метода — газоразрядная визуализация.
Расширение сферы применения биоэлектрографических методов, стремление консолидировать исследования, проводимые в различных странах, привели к организации в 1978 году Международного Союза медицинской и прикладной биоэлектрографии (IUMAB, президент — К. Г. Коротков).

## Награды
- Орден Святой Анны 2 степени.
- Серебряная медаль Императорского Русского географического общества
- Почётный член Виленского медицинского общества

## Память
- Мемориальная доска в честь рода Наркевичей на здании в имении под Уздой.
- В 2002 году на фамильном родовом кладбище Наркевича-Иодко рядом с усадьбой «Над-Нёман» установлен памятный знак-валун в честь Якова Наркевича-Иодко.